# Улица Иосифа Уткина (Иркутск)
Улица Иосифа Уткина (бывшая Кузнецкая) — улица в Правобережном округе города Иркутска. Оканчивается на стыках с улицами Карла Либкнехта и Храмцовской, пересекает улицы Декабрьских Событий и Подаптечную.
До 1960-х годов была застроена усадьбами. 17 июля 1967 года улица Кузнецкая была переименована в улицу Иосифа Уткина — русского и советского поэта, в молодости жившего в Иркутске.